# Barneville-sur-Seine
Barneville-sur-Seine è un comune francese di 505 abitanti situato nel dipartimento dell'Eure nella regione della Normandia.

## Società

### Evoluzione demografica
Abitanti censiti